# Đông Malaysia

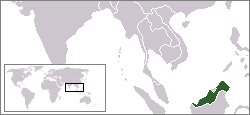
Đông Malaysia

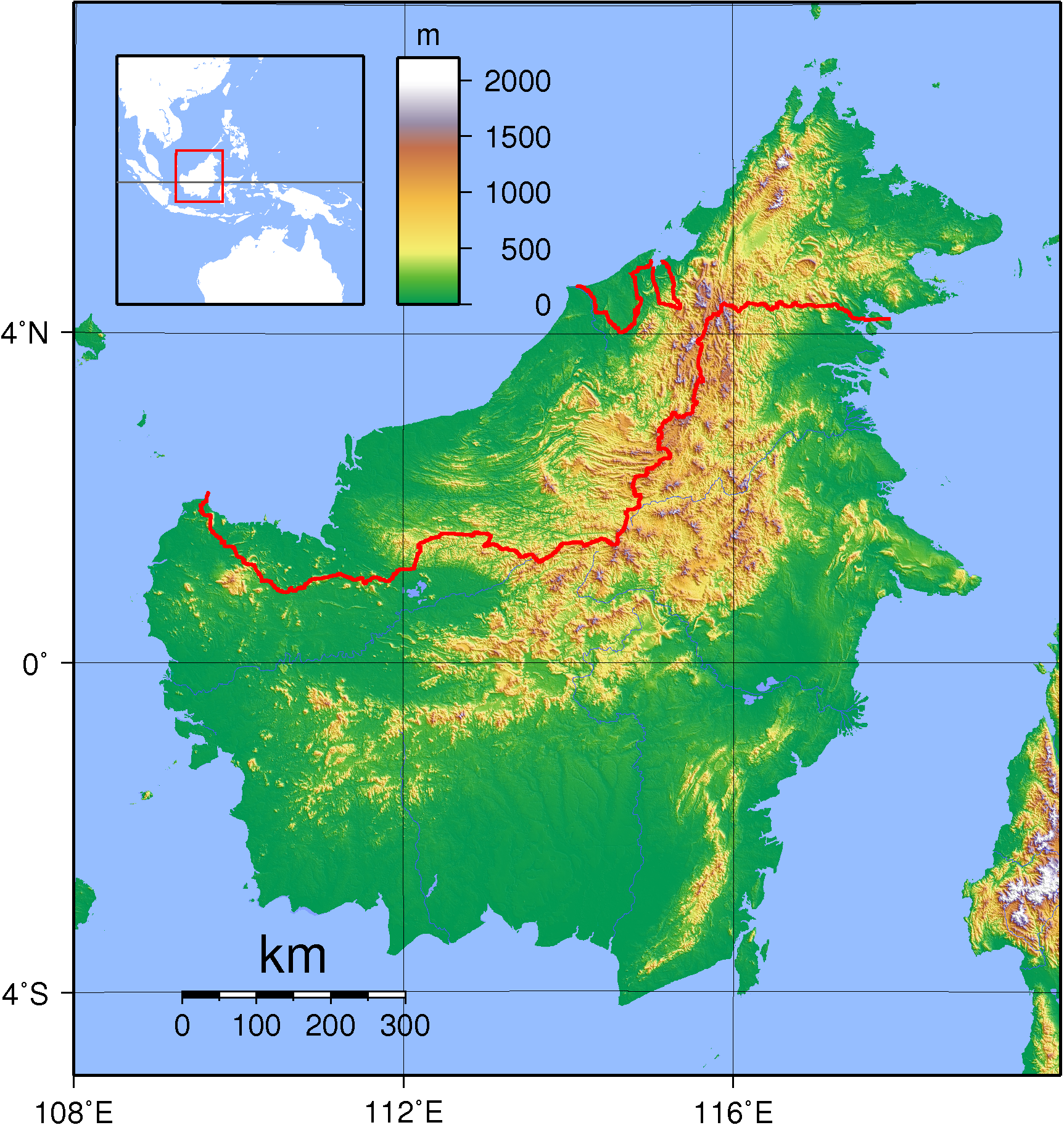
Đảo Borneo

Đông Malaysia, hay còn gọi là Borneo thuộc Malaysia, là phần lãnh thổ Malaysia nằm trên đảo Borneo. Khu vực này gồm hai bang là Sabah và Sarawak, cùng Lãnh thổ Liên bang Labuan. Khu vực này nằm ở phía đông của Malaysia bán đảo (Tây Malaysia), tức là vùng nằm trên bán đảo Mã Lai. Hai khu vực của Malaysia này chia tách nhau bởi Biển Đông. Trong khi Đông Malaysia có ít dân cư sinh sống hơn và kém phát triển hơn so với Tây Malaysia, lãnh thổ của nó lại lớn hơn và đặc biệt là có nhiều tài nguyên thiên nhiên, chủ yếu là dầu mỏ và khí đốt.

## Địa lý
Phong cảnh của Đông Malaysia chủ yếu là rừng mưa nhiệt đới cả trên những vùng đất thấp và vùng cao. Diện tích của Đông Malaysia là 201.000 km², chiếm xấp xỉ 61% diện tích của toàn Malaysia và 27% diện tích toàn đảo Borneo.
Đông Malaysia có 5 ngọn núi cao nhất tại Malaysia, cao nhất là Núi Kinabulu với 4.095 mét, đây cùng là núi cao nhất Borneo và là đỉnh cao thứ 10 tại Đông Nam Á. Khu vực cũng có 2 dòng sông dài nhất nước là sông Rajang và sông Kinabatangan
Đảo Banggi ở Sabah và Đảo Betruit ở Sarawak là hai đảo lớn nhất có toàn bộ chủ quyền thuộc Malaysia. Đảo lớn nhất Malaysia là Borneo nhưng phải chia sẻ chủ quyền với Indonesia và Brunei, hòn đảo lớn thứ hai Malaysia là đảo Sebatik tại Sabah và đảo này cũng phải chia sẻ chủ quyền với Indonesia
Đáng lưu ý là Sarawak có hệ thống hang động Mulu thuộc Công viên Quốc gia Gurung Mulu. Nơi đây vốn có hang lớn nhất thế giới và Công viên Quốc gia Mulu đã được công nhận là Di sản Thế giới vào tháng 11 năm 2000 Sabah cũng có một Di sản Thế giới là Công viên Quốc gia Kinabulu, nơi có ngon núi Kinabulu.

## Lịch sử

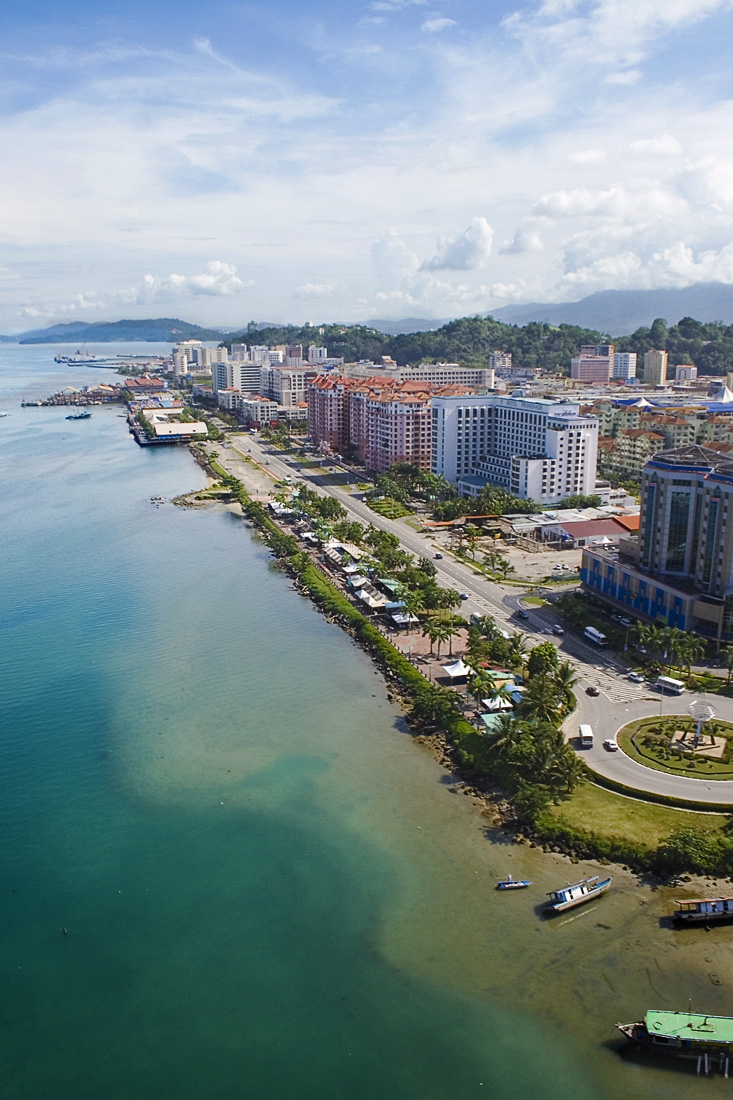
Thành phố Kota Kinabalu

Một số phần của Đông Malaysia ngày nay, đặc biệt là các vùng ven biển đã từng là bộ phận của Vương quốc Hồi giáo Brunei. Tuy nhiên, hầu hết những khu vực trong nội địa là các bộ tộc độc lập. Vào giữa thế kỷ XVII, phần phía bắc và đông của vùng ven biển của Sabah được nhượng lại cho Vương quốc Hồi giáo Sulu trong khi phần lớn Sarawak vẫn là thuộc về Brunei. Bắt đầu từ giữa thế kỷ XIX, cả Sarawak và Sabah đều trở thành nơi bảo hộ của Anh Quốc và năm 1946 cả hai trở thành những thuộc địa riêng biệt của Anh.

## Liên bang
Cae Sabah (trước đây gọi là Bắc Borneo thuộc Anh) và Sarawak đều là những thuộc địa riêng biệt của Anh và không thuộc về thuộc địa Mã Lai, và cũng đã không trở thành một phần của Liên bang Mã Lai vào năm 1957. Tuy nhiên, sau đó cả hai đều đã gia nhập Liên bang Malaysia vào năm 1963, khi Singapore cũng gia nhập vào liên bang này, tuy nhiên chính Singapore đã bị khai trừ khỏi Liên bang năm 1965. Trước đó, có những cố gắng để thống nhất Brunei, Sabah và Sarawak thành một Liên bang Bắc Borneo nhưng đã không có kết quả do xuất hiện cuộc nổi loạn ở Brunei.
Có những tranh luận về việc Sabah và Sarawak gia nhập vào Liên bang Malaysia với vị thế ngang hàng với Liên bang Mã Lai và Singapore hay với vị thế đơn thuần giống như các bang của Mã Lai. Sự nhất trí được đưa ra là dường như Sabah và Sarawak chỉ là một trong các bang trong liên bang với một mức độ tự trị cao hơn không đáng kể khi so sánh với các bang khác tại Malaysia bán đảo. Ví dụ, cả hai bang đều có quyền kiểm soát việc nhập cư một cách riêng biệt, đòi hỏi các công dân Malaysia đến từ vùng lãnh thổ phía tây phải mang hộ chiếu hay thẻ căn cước khi họ đến Đông Malaysia. Trong khi các bang ở bán đảo phía Tây không có một hạn chế nào về việc đi lại giữa các bang.
Hòn đảo Labuan gia nhập Malaysia và trở thành một phần của Sabah vào năm 1963, sau đó đảo trở thành một Lãnh thổ Liên bang vào năm 1984. Đảo này được sử dụng để thành lập một trung tâm tài chính ngoài khơi từ năm 1990

## Nhân khẩu
Nhân khẩu Đông Malaysia (2015)
| Tôn giáo ở Đông Malaysia – Dữ liệu 2010 | Tôn giáo ở Đông Malaysia – Dữ liệu 2010 | Tôn giáo ở Đông Malaysia – Dữ liệu 2010 | Tôn giáo ở Đông Malaysia – Dữ liệu 2010 | Tôn giáo ở Đông Malaysia – Dữ liệu 2010 |
| --------------------------------------- | --------------------------------------- | --------------------------------------- | --------------------------------------- | --------------------------------------- |
| Tôn giáo                                | Tôn giáo                                |                                         | Tỷ lệ                                   | Tỷ lệ                                   |
| Hồi giáo                                | Hồi giáo                                |                                         | 51.3%                                   | 51.3%                                   |
| Cơ Đốc giáo                             | Cơ Đốc giáo                             |                                         | 33.3%                                   | 33.3%                                   |
| Phật giáo                               | Phật giáo                               |                                         | 9.3%                                    | 9.3%                                    |
| Tôn giáo truyền thống Trung Hoa         | Tôn giáo truyền thống Trung Hoa         |                                         | 2.6%                                    | 2.6%                                    |
| Không rõ                                | Không rõ                                |                                         | 1.6%                                    | 1.6%                                    |
| Không tôn giáo                          | Không tôn giáo                          |                                         | 1.3%                                    | 1.3%                                    |
| Khác                                    | Khác                                    |                                         | 0.5%                                    | 0.5%                                    |
| Ấn Độ giáo                              | Ấn Độ giáo                              |                                         | 0.1%                                    | 0.1%                                    |

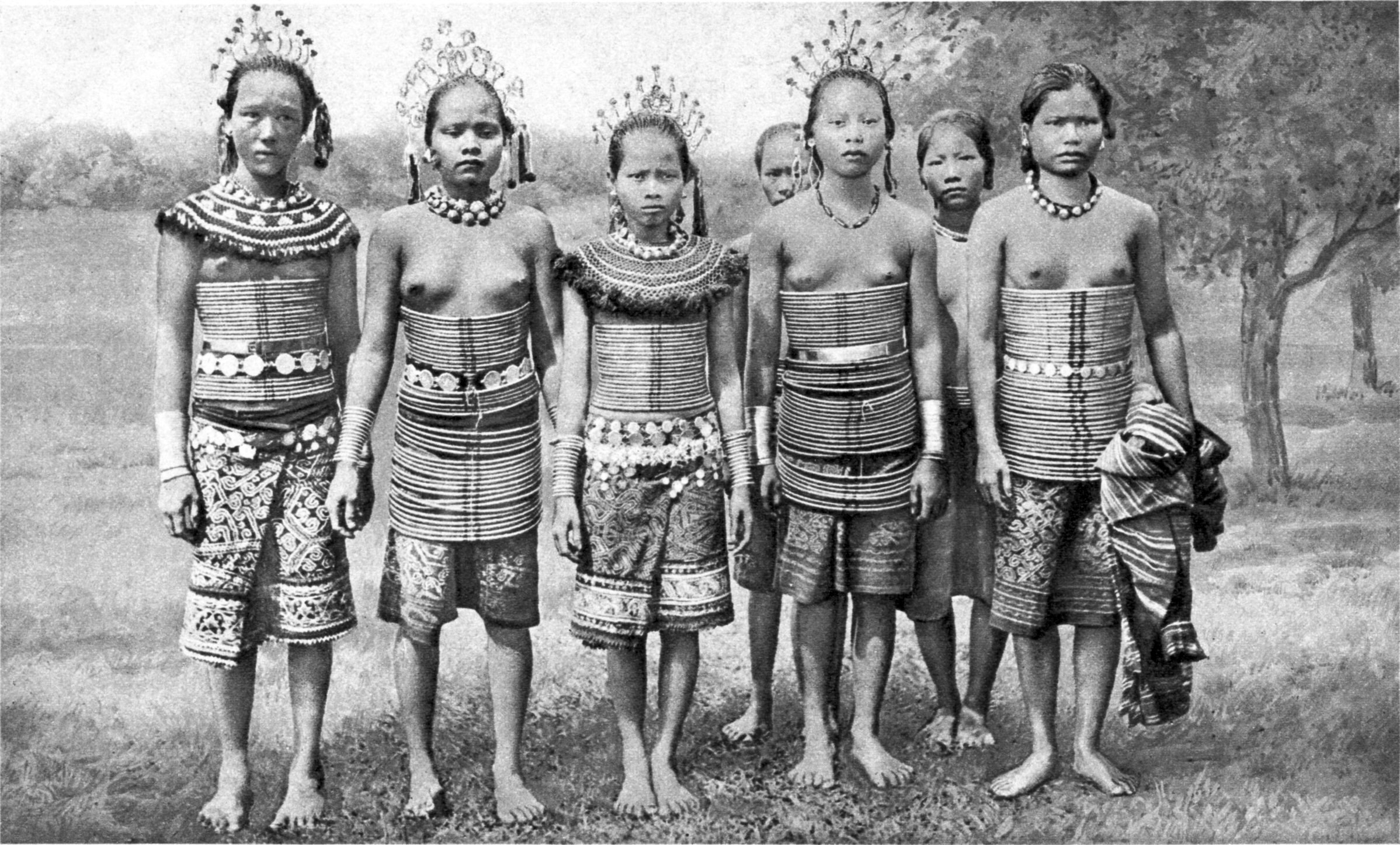
Phụ nữ Dayak

Tổng dân số của Đông Malaysia năm 2010 được ước tính là 5,7 triệu người (3,2 triệu tại Sabah và 2,5 triệu tại Sarawak), chiếm khoảng 20% dân số toàn Malaysia. Một số lượng đáng kể dân của Đông Malaysia ngày nay đang sinh sống tại các thị trần và thành phố. Thành phố và trung tâm đô thị lớn nhất là Kuching, thủ phủ của Sarawak với dân số là 600.000 người. Kota Kinabalu, thủ phủ của Sabah là thành phố lớn thứ hai và là một trong những thành phố quan trọng nhất tại Đông Malaysia. Kuching, Kota Kinabalu và Miri là ba nơi duy nhất có địa vị là thành phố ở Đông Malaysia. Các đô thị quan trọng khác là Sandakan và Tawau ở Sabah và Sibu, Bintulu ở Sarawak.
Những người định cứ sớm nhất tại Đông Malaysia là người Dayak cà các nhóm dân tộc liên quan khác như người Dusun. Các cư dân bản địa cấu thành một phần quan trọng trong thành phần dân cư tại Đông Malaysia, tuy nhiên họ không phải là nhóm chiếm đa số. Đã có những cuộc di cư đáng kể tới Đông Malaysia và Borneo từ những nơi khác của Quần đảo Mã Lai từ hàng trăm năm trước, như từ Java, Quần đảo Sunda nhỏ, Sulawesi và Sulu. Thời kỳ cận đại còn có những người nhập cư đến từ những vùng xa ơn như Trung Quốc hay Ấn Độ.
Các cư dân bản địa vốn tin theo thuyết vật linh, ảnh hưởng của Hồi giáo đã lan tới Đông Malaysia sớm nhất từ thế kỷ XV trong khi Thiên Chúa giáo bắt đầu có ảnh hưởng từ thế kỷ XIX. Người bản địa ở Đông Malaysia thường ủng hộ và duy trì văn hóa phương ngữ riêng biệt so với tiếng Mã Lai, cộng thêm ngôn ngữ bản địa của họ. Xấp xỉ 13% dân số Sabah và 26% dân số Sarawak là người Malaysia gốc Hoa.

## Giao thông
Quốc lộ Liên Borneo kết nối Sabah và Sarawak cũng như với Brunei. Đông Malaysia được kết nối với Malaysia Bán đảo qua vận chuyển hàng không với các chuyến bay thường xuyên giữa các thành phố của Đông Malaysia và Malaysia Bán đảo. Các chuyến bay do các hãng Malaysia Airlines (MAS) và AirAsia tiến hành. Sân bay chính của Đông Malaysia là Sân bay quốc tế Kuching và Sân bay quốc tế Kota Kinabalu
Khu vực nông thôn tại Đông Malaysia chỉ có thể tới được bằng dường hàng không hay bằng đường sông. Giao thông đường thủy nội địa đặc biệt phỏ biến tại Sarawak với nhiều con sông lớn và dài đặc biệt là Sông Rajang. Các con thuyền và phà chạy trên sông với vai trò vận chuyển hành khách và giao thương giữa các khu vực nội địa với các đô thị ven biển. Gỗ cũng được vận chuyển bằng đường thủy tại Sarawak.